# Старе Четово
Старе Че́тово (рос. Старое Четово, ерз. Сире Четова) — присілок у складі Торбеєвського району Мордовії, Росія. Входить до складу Варжеляйського сільського поселення.
Населення — 65 осіб (2010; 99 2002).
Національний склад станом на 2002 рік:
- мордва — 100 %